# ジュドー・アーシタ
ジュドー・アーシタ (Judau Ashta) は、テレビアニメ『機動戦士ガンダムΖΖ』に登場する架空の人物。同作品の主人公であり、次回予告ナレーションも兼任する。
担当声優は矢尾一樹。

## 劇中での活躍
『機動戦士ガンダムΖΖ』
TVアニメ作品。宇宙世紀0088年初頭、サイド1のスペースコロニー「シャングリラ」にて暮らしている。同コロニーの福利厚生政策はお世辞にも充実していたとは言えず、また両親は出稼ぎに出たまま不在の状態である。両親は健在で仕送りはもらっているが、そのお金もサイド1の空気税と生活費に消えてしまっている。このため、ジュドーは学校にはあまり通わず、妹のリィナ・アーシタを「山の手の学校」へと通わせるため、仲間と共にジャンク屋稼業に精を出している。家族としてリィナを溺愛しているが、彼女の口うるささは苦手としている。好きな言葉は「一カク千金」。
そんな折、グリプス戦役で疲弊したアーガマが修理と補給のためシャングリラへと寄港したことを知り、仲間のビーチャ・オーレグらと共に、アーガマに所属するモビルスーツ (MS) Ζガンダムを盗み出し大儲けしようと画策する。シャングリラに流れ着いたティターンズの敗残兵ヤザン・ゲーブルと共にアーガマに侵入したところ、前大戦の後遺症で虚ろな状態のカミーユ・ビダンと接触。カミーユから力の一部を譲渡され、カミーユの導きでニュータイプとして覚醒する。その後、成り行きからΖガンダムに乗り込んでしまい、ヤザンの相手を殺しかねない横暴に憤りを覚えるジュドーはΖガンダムで戦いを挑み、彼の乗り込むモビルワーカーを撃退。初めてとは思えぬ操縦でΖガンダムを操るジュドーの姿を目の当たりにしたブライト・ノアは、彼の行動にアムロ・レイやカミーユ・ビダンといったかつてのガンダムのパイロット達の面影を重ねる（第2話）。
その後アーガマは、シャングリラに入港したアクシズの先遣隊・巡洋艦エンドラおよび同艦を率いるマシュマー・セロの襲撃を受けるが、再びΖガンダムに乗り込んだジュドーがこれを退ける（第3話）。そして、ブライトやファ・ユイリィらの懇願もあり、ジュドーと仲間達は志願兵のルー・ルカと共にアーガマの乗員となる。ジュドーはブライトの期待に応え、その後幾度かの実戦を経てΖガンダムを乗りこなすようになる。また、彼はコロニー内を航行中の艦艇やMSに生身で取り付くなどの、生来の行動力と高い身体能力で部隊の活路を切り開く。やがてパイロット候補生となったジュドーは、攻め来るエンドラのMS部隊に対して臆することなく戦い、アーガマの窮地を救うまでになる。そして、エゥーゴのパイロット（最終的には中尉待遇）として、最新鋭機ΖΖガンダムを任された彼はニュータイプとしての才能を徐々に開花させていきつつ、第一次ネオ・ジオン抗争に参加していく。
当初はアーガマの戦闘艦としての任務には然程積極的ではなかったものの、妹のリィナは同艦の援助に熱心であったため、彼女の身の安全を第一と考えるジュドーとしては、妹を護るためには戦闘に参加せざるを得ないからであったが、そのリィナがネオ・ジオンの捕われの身となってからは積極的に戦闘に身を投じるようになり、独断による出撃や単身アクシズに投降（第18話と19話）、潜入を試みるなどの怪行を繰り返す場面も見られるようになる。加えて、エゥーゴの出資者ウォン・リーの「修正」を切り返し蹴りを入れる（第20話）など、ジュドーやその仲間達の奔放な振る舞いはブライトらアーガマクルーの頭痛の種になっている。
ガンダムに搭乗し戦場を駆け抜ける中、ジュドーはムーン姉妹やセシリア、その他多くの人物との出会いと彼らの死、そして人間の持つエゴイズムに直面することで成長していく。また、Ζガンダムのパイロットであったカミーユ・ビダンやネオ・ジオンのエルピー・プル、そしてハマーン・カーンら自分以外のニュータイプとの出会いを重ね、それらは彼に戦うことへの意義を見出させる契機となっていった。カミーユは自失状態でありながらも思念でジュドーに語りかけ、ジュドーはそれを感知した。プルはジュドーに惹かれエゥーゴに寝返り、ハマーンは彼の気配をシャア・アズナブルと錯覚している。
アクシズで出会って以来、ハマーンからは自身の同志となるよう幾度か誘いを受けるがそれを退け、ダカール迎賓館においてはリィナを負傷させたハマーンに対し怒りの念を爆発させる（第27話）。この時の激昂するジュドーの意思は強大な敵意となってハマーンに襲い掛かり、彼女を激しく怯えさせる。また、ダカール市外にて戦闘中であったジュドーの仲間達にとっても、異様な気配として察知されている。ハマーンはその後も幾度かジュドーにアプローチを行っているが、ジュドーは彼女を悪の元凶と捉え、拒み続けている。
ジュドーは「妹のリィナを助ける」という人間としてナチュラルな動機で戦闘に参加しており、特定の思想・観念に対し囚われを抱いていない。戦闘の渦中においてリィナが消息不明となった際には激しい失意に沈むが、仲間の叱咤を受けて戦争を終結させるために決意を新たにし、生来のバイタリティを取り戻している。そして、彼を慕うプルやラビアンローズのエマリー・オンス、ラサラ・ムーンといった仲間達の死を乗り越え、彼女らの意志を背負い過酷な現実に立ち向かっていった。人間の可能性を信じるジュドーの発した意思は、遠く離れていたリィナにも届いている。
第一次ネオ・ジオン抗争の最終局面となる宇宙世紀0089年1月7日、ジュドーはハマーンとの一騎討ちに臨み、激戦の末にキュベレイを撃破。これにより抗争は終結となったものの、淡々と戦後処理を行う連邦政府高官やエゥーゴ上層部の旧態依然とした実態に、ジュドーは愕然とし、激しい憤りを感じ涙する。
その後ジュドーはルーと共に木星船団が事業再開のため航行を開始させるジュピトリスII乗員に志願する。そして宇宙世紀0089年3月15日の月面フォン・ブラウン市において、ジュピトリスIIに乗船しようとしたその時、消息不明となっていた最愛の妹リィナと再会、抱擁を交わす。
こうして仲間たちに見送られながら、ジュドーは自分を更に高めるべく――あるいは、嫌な人間たちのいる地球にさよならを告げるため 、木星へと旅立つ。
ジュドーはカミーユから力の一部を預かっており、そのためジュドーは強かった。小説版によると、木星へ旅立つとき、その預かった一部をカミーユに返し、「もう一人の自分」に別れを告げている。
『GUNDAM EVOLVE../10』
OVA作品。ΖΖガンダムのパーツを修復し、代用のBパーツと合わせたZZ-GRを用いている。またクルーとしては、ジュピトリスIIの艦長からは歴戦のニュータイプとして高く評価されている。木星へ向かうジュピトリスIIにネオ・ジオン残党からの亡命希望者とその追手のMS部隊が迫った際には、ジュドーはZZ-GRで出撃。宇宙空間での交戦中に推進剤を使い果たしてしまうジュドーだったが、リィナが「バースデープレゼント」として送り出していた新造のBパーツと再ドッキングすることで強化型ΖΖガンダムを復元させ、ジュピトリスIIへ帰艦する。艦上での戦いでは、強化型ΖΖの複数の火器を同時に稼働させ、別個の標的を捕捉しながら撃破するという、エースらしい戦いを見せている。

## その他の作品
『機動戦士ガンダム 英雄伝説』
雑誌『SDクラブ』で連載された漫画。宇宙世紀0094年が舞台。
第二次ネオ・ジオン抗争時に消息を絶ったアムロを捜索するため、シャングリラを訪れたカイ・シデンに協力するガンダム・チームとヤザンやネオ・ジオン残党の間で武力騒動が発生するが、ΖΖに搭乗したジュドーが駆けつけて鎮圧する。
『機動戦士VS伝説巨神 逆襲のギガンティス』
1990年に、当時における『機動戦士ガンダムΖΖ』と『機動戦士ガンダム 逆襲のシャア』を繋ぐことを意図して描かれた、長谷川裕一による漫画。宇宙世紀0091年が舞台。
木星圏のオリュンポス・コロニーで暮らしていた（ルーとは離別したらしい）ジュドーのところに、アムロが現れる。ジュドーとアムロは協力してネオ・ジオンの残党が発掘した巨大機動兵器「巨神」の発動を阻止し、そのパイロットとして利用されていたミネバ・ラオ・ザビを救出する。ジュドーおよびアムロの乗機として、プロトタイプΖΖガンダムの改修機である「メガゼータ」が登場する。
『機動戦士ガンダム ムーンクライシス』
1990年代に描かれた松浦まさふみによる漫画作品。宇宙世紀0099年が舞台。
ジュドーはルーと思われる人物と共に仕事を続けており、木星からヘリウム船団の一員として地球へ帰還し、ビーチャと思われる人物と再会する描写がある。シャアの反乱など地球圏での騒動は知らないようだが、何らかの変化は感じ取っている。

### グレイ・ストーク
長谷川裕一による漫画『機動戦士クロスボーン・ガンダム』の外伝作品などに登場する人物。
木星船団（同作品群では「ヘリウム船団」と呼ばれる）のリーダーで、自前のMS「ガンプ」のパイロットとしても優れた腕前をもつニュータイプの男性。「木星じいさん」を自称し、ジュドーの老後を想起させる風貌であり、『ΖΖ』以後の行方が知れないジュドーのその後ではないかとの噂があるとされる。
初出は漫画『機動戦士Vガンダム外伝』で、『機動戦士Vガンダム』の舞台である宇宙世紀0153年に同志とともにスペース・コロニー2基を連結して冬眠船ダンディ・ライオン（雑誌掲載時の名称は「ステラ・バース」）を建造し、太陽系外（プロキシマ・ケンタウリ）へ旅立とうとする。なお、共闘したウッソ・エヴィンはグレイ・ストークという名前について大昔の映画に登場する人物「ターザン」の本名であると記憶しており、偽名ではないかと推測している。
漫画『機動戦士クロスボーン・ガンダム スカルハート』では0133 - 0136年の間のエピソード「最終兵士」に登場。トビア・アロナクスにある依頼をもち込み、共闘して木星軍の残党に立ち向かう。
漫画『機動戦士クロスボーン・ガンダム 鋼鉄の7人』では、0136年にトビアたちから木星帝国の「神の雷」計画を知らされて怒る1コマのみに登場。
漫画『機動戦士クロスボーン・ガンダム  LOVE & PIECE』では、0103年に連邦軍基地の爆発から逃れた「被検体」の少年少女からの助けの願いに「呼ばれて」ガンプで2基の脱出艇を救い、みずからの「生徒」として見込みのあるひとりの年長の少女を連れ去ろうとする木星帝国の工作員ディミアン・カラスの搭乗する作業ポッド・モナームと交戦、成り行きながら少女を救出する。その際、仲間の「ルー」と「ミネルバ」に少年少女の救出を任せている。
なお、ゲーム作品ではグレイとジュドーの同一性の判断は曖昧であり、ゲーム『SDガンダム GGENERATION SPIRITS』ではグレイをジュドー役の矢尾一樹が演じているが、システム上は別のキャラクターとして扱われている。一方、トレーディングカードゲーム『ガンダムウォー』のグレイのカードには「このカードは、『ジュドー・アーシタ』が場にいる場合、場に出せない」という一文が記載されている。

## 搭乗機

### アニメでの搭乗機
- プチ・モビルスーツ
- MSZ-006 Ζガンダム
- MSZ-010 ΖΖガンダム[注 5]
  - MSZ-010S 強化型ΖΖガンダム
    - FA-010S フルアーマーΖΖガンダム
    - MSZ-010S ZZ-GR
- MSN-00100 百式
- MSM-07 ズゴック

### その他の作品での搭乗機
- MSZ-009M メガゼータ

## その他
- 『ΖΖ』の脚本を担当した一人である鈴木裕美子は、「ジュドーのニュータイプとしての能力はアムロやカミーユに劣るが、自然に力を身につけることができ、その大地に根ざした能力こそが、それまでのニュータイプが持っていなかった力。その力をハマーンは恐れた」と述べている[12]。

## 評価
『愛と戦いのロボット 完全保存版』で発表されたアンケート「みんなで選ぶロボットアニメーションベスト100」では、「一番カッコイイヒーローは？」で第76位にランクインした。
2020年に行われた「全クロスボーンガンダム人気投票」のキャラクター部門ではストークが第17位にランクインした。